# Rübenblattsilage

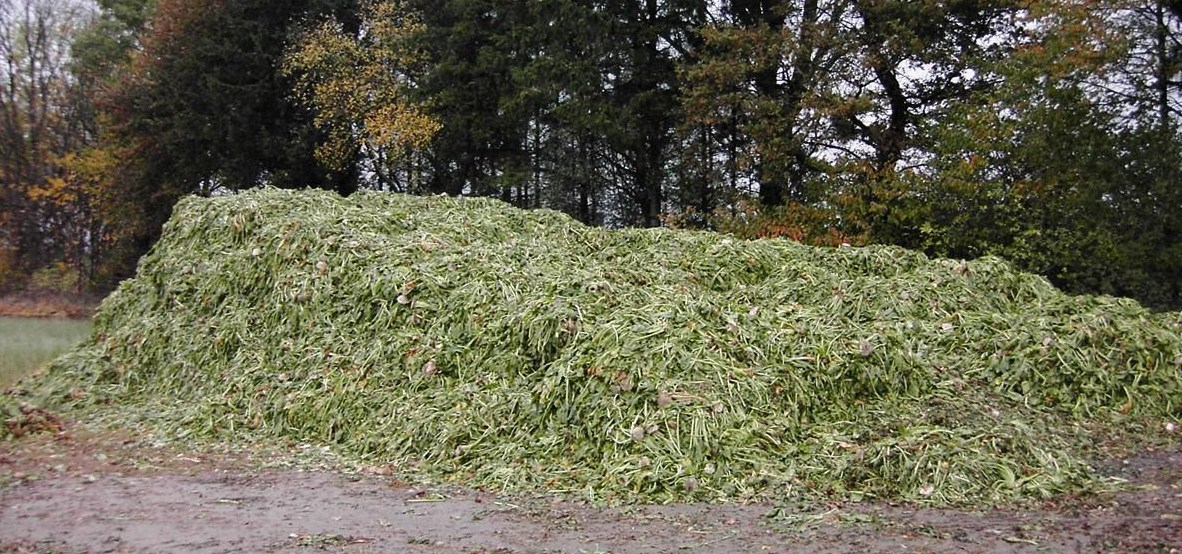
Ein nicht abgedeckter Haufen Rübenblätter

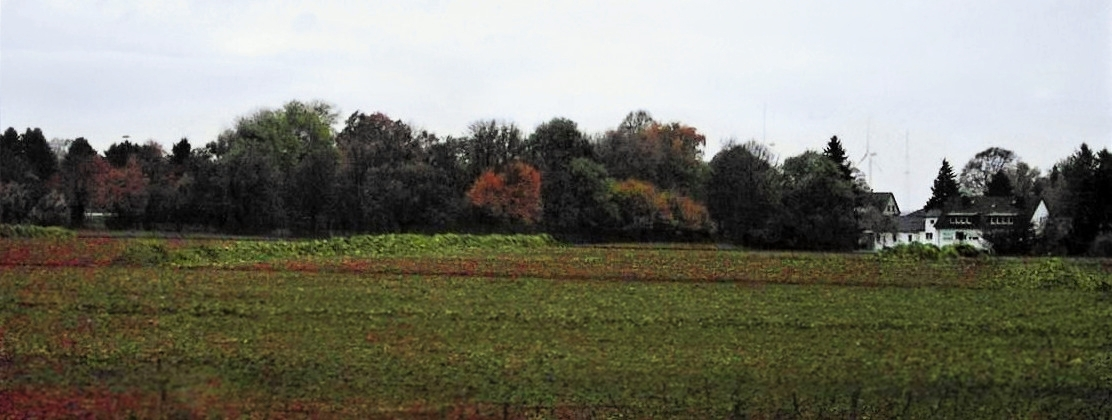
Rübenblätter nach der Ernte auf Schwaden (im Hintergrund)

Rübenblattsilage ist ein Futtermittel, welches aus den silierten Blättern von Zuckerrüben stammt. Zudem wird sie versuchsweise in Biogasanlagen eingesetzt.

## Futterwert
Von einem guten Futterwert geht man in der Regel bei Rohaschegehalten (RA) von 20 % der Trockenmasse aus. Dann liegt der Energiegehalt bei 9,7 MJ ME/kg TS (Megejoule metabolische Energie je Kilogramm Trockensubstanz) und bei 5,9 MJ NEL/kg TS (Megajoule Netto-Energie-Laktation je Kilogramm Trockensubstanz). Bei verschmutzter Silage mit bis zu 30 % Rohaschegehalt sinken die Werte auf 8,5 MJ ME/kg TS und 5,1 MJ NEL / kg TS. Die RNB erreicht einen leicht positiven Wert. Problematisch ist das hohe Verschmutzungsrisiko der Rübenblätter. Unter anderem ist dies ein Grund dafür, dass Rübenblattsilage in Milchviehrationen für Hochleistungskühe kaum eingesetzt wird.

## Technik

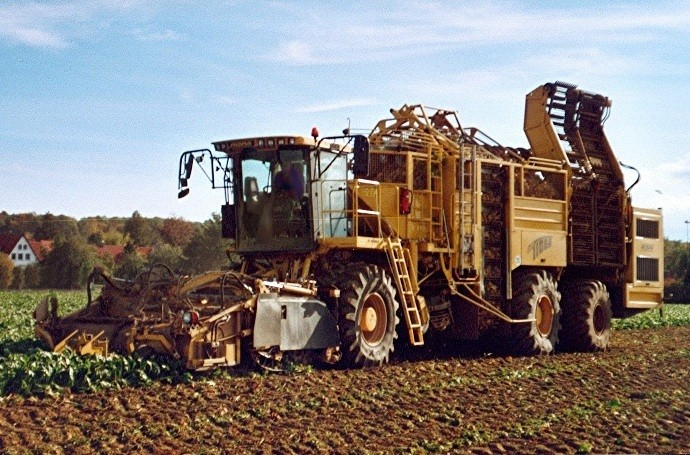
Rübenroder

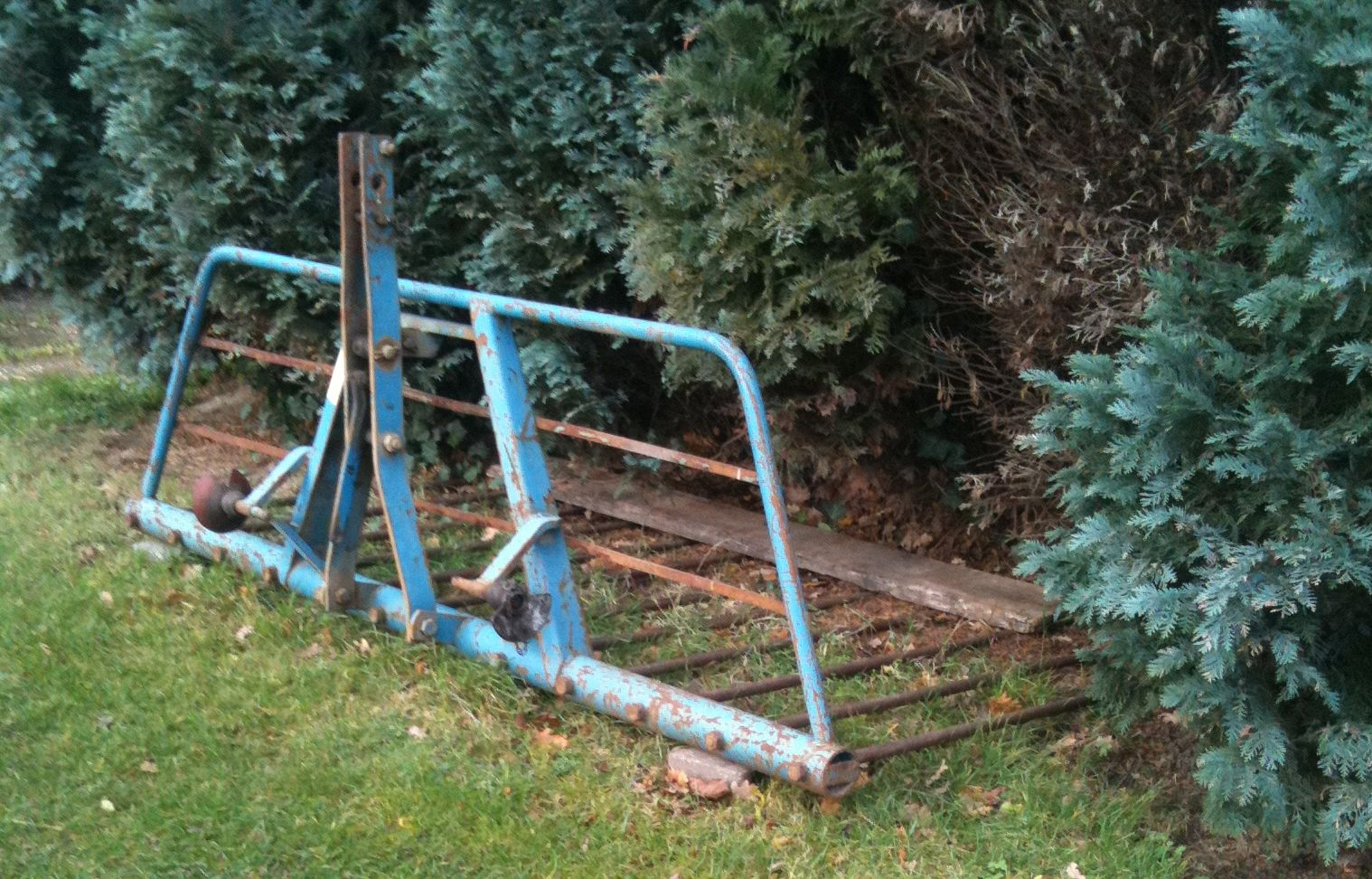
Rübenblattgabel zum Einsammeln von Rübenblättern aus Schwaden

Bei modernen Zuckerrübenvollerntern wird meist ein Überladeband statt der Blattschleuder montiert und damit ein nebenherfahrendes Fahrzeug kontinuierlich beladen. Bei gezogenen Rübenrodern ist es üblich, dass die Blätter in einem Vorratsbehälter gesammelt werden. Nach einer gewissen Strecke wird der Behälter auf den beernteten Boden entleert. Bei der nächsten Rundfahrt des Roders ertastet ein seitlich herausstehender Hebel den Haufen und betätigt automatisch die Entleerungsklappe. Dadurch entsteht etwa alle 100 Meter Fahrstrecke ein quer zur Bearbeitungsrichtung liegendes Schwad aus Rübenblättern. Dies kann dann mit Ladewagen oder breiten Gabeln aufgeladen und zur Miete transportiert werden. Die Miete ist zunächst meist mehrere Meter hoch. Der Haufen wird mit Folie und Erde beschwert. Das Material verdichtet sich während des Silierungsprozesses stark, so dass solche fertig silierten Futtermieten in der Regel nur einen Meter hoch sind.
Die Mengen an Sickersaft sind bei Rübenblattsilage auf Grund des geringen Trockenmassegehaltes bei der Ernte sehr hoch.